# Militärflugplatz Valkenburg

i7
i11
i13
Das Vliegkamp Valkenburg (IATA-Code: LID, ICAO-Code: EHVB) war ein bedeutender Militärflugplatz der niederländischen Koninklijke Marine in der Provinz Südholland im Süden des Stadtgebiets der Stadt Katwijk am Rande des Ortsteils Valkenburg. Er entstand kurz vor dem Zweiten Weltkrieg und wurde 2006 geschlossen. Der Marine diente er zuletzt als Stützpunkt von Seefernaufklärern.

## Geschichte
Der Bau des Flugplatzes begann 1939, er war aber vor der Besetzung der Niederlande durch die deutsche Wehrmacht im Mai 1940 noch nicht eröffnet worden. Die Basis wurde 1940 von der Luftwaffe ausgebaut und im weiteren Verlauf des Zweiten Weltkrieges bis 1943 als Fliegerhorst Katwijk genutzt. Hier lagen jeweils nur zu kürzeren Aufenthalten mit Bf 109 und Fw 190 ausgerüstete Jagdstaffeln. Der längste Aufenthalt war der der 8. Staffel des Jagdgeschwaders 54 (8./JG 54) von Oktober bis Dezember 1940. Die Basis wurde nach der Befreiung der Gegend durch die Alliierten von der britischen Royal Air Force übernommen, die sie als Airfield B.93 bezeichnete.
Nach Kriegsende nutzte die Koninklijke Luchtmacht (KLu) die Basis eine kurze Zeit, bevor sie 1947 an die Marineflieger abgetreten wurde. Eine Transportstaffel der KLu lag hier parallel noch bis 1957. Die Marine hatte hier anfangs PBM-5A Mariner sowie trägergestützte Sea Hawks und S-2F Tracker stationiert. Sie nutzte das Flugfeld jedoch jahrzehntelang insbesondere als Heimatstützpunkt ihrer beiden Seeaufklärer-Staffeln, der 320. und 321., die die P2V-5 Neptune, Atlantique und zuletzt ab 1982 die P-3C Orion flogen. Nach Schließung der Basis Ypenburg der Luftstreitkräfte 1992 wurde Valkenburg auch für VIP-Flüge der Regierung und des Königshauses genutzt.
Mit der Abgabe der P-3C an Deutschland und Portugal verlor die niederländische Marine diese Fähigkeit und die Basis wurde 2006 geschlossen. Ein Teil der Anlage wurde noch bis zum Rückbau 2015 fliegerisch als Segelfluggelände weitergenutzt.